# Армешеній-Ной
Армешеній-Ной (рум. Armășenii Noi) — село у повіті Харгіта в Румунії. Входить до складу комуни Чуксинджорджу.
Село розташоване на відстані 210 км на північ від Бухареста, 12 км на схід від М'єркуря-Чука, 79 км на північ від Брашова.

## Населення
За даними перепису населення 2002 року у селі проживали 282 особи, з них 280 осіб (99,3%) угорців. Рідною мовою 280 осіб (99,3%) назвали угорську.